# Schuldnerverzug (Österreich)
Im Schuldnerverzug befindet sich der Schuldner einer fälligen und durchsetzbaren Forderung, wenn er seine Leistungshandlung im Zeitpunkt des verzugsauslösenden Umstandes (in der Regel Mahnung oder Zeitablauf) nicht vorgenommen und diese Verzögerung zu vertreten hat. Im Falle einer Geldforderung spricht man (insbesondere außerhalb der Rechtswissenschaft) auch vom Zahlungsverzug.
Im österreichischen Schuldrecht ist der Schuldnerverzug im ABGB (§ 918) geregelt, Sondernormen finden sich im UGB. Eine Banküberweisung ist rechtzeitig und vermeidet Verzug, wenn der kontomäßig gedeckte Überweisungsauftrag innerhalb der Zahlungsfrist bei der Bank des Schuldners einlangt; bei Zahlungen im Geschäftsverkehr ist aber nach der Zahlungsverzugsrichtlinie eine per Banküberweisung abgewickelte Zahlung nur dann rechtzeitig, wenn der Betrag innerhalb der Zahlungsfrist auf dem Konto des Gläubigers gutgeschrieben wird.

## Voraussetzungen
Unter Verzug versteht man im österreichischen Recht das Unterbleiben oder nicht vertragsgemäße Angebot der Leistung. Die Leistung wird im Fall des Verzugs nicht zur gehörigen Zeit, am gehörigen Ort oder auf die im Vertrag bedungene Weise erbracht. Das ABGB unterscheidet zwischen objektivem und subjektivem Verzug – je nachdem, ob am Verzug den Schuldner ein Verschulden trifft (subjektiver Verzug) oder nicht (objektiver Verzug).

## Rechtsfolgen

### Objektiver Verzug
Schon beim objektiven Verzug hat der Gläubiger ein Wahlrecht: Er kann am Vertrag festhalten und auf Erfüllung bestehen oder eine angemessene Nachfrist setzen und nach deren Verstreichen vom Vertrag zurücktreten. Der Gläubiger soll dem Schuldner so noch eine Möglichkeit zur Erfüllung geben. Wichtig ist dabei die Einheit von Rücktrittserklärung und Nachfristsetzung, siehe dazu § 918 Abs. 1 ABGB. Beispiel: „Ich erachte mich an den Vertrag nicht mehr gebunden, wenn Sie Ihre Leistung nicht bis zum [Datum]/nicht binnen [Zeitraum] erbringen.“ Diese Nachfrist muss angemessen sein.

### Subjektiver Verzug
Wurde der Verzug vom Schuldner verschuldet, spricht man vom subjektiven Verzug. Der Gläubiger hat das gleiche Wahlrecht wie beim objektiven Verzug, den Schuldner können aber zusätzlich Schadenersatzpflichten treffen: Bei rechtmäßigem Vertragsrücktritt kann der Gläubiger Schadenersatz wegen Nichterfüllung des Vertrages verlangen, beim Festhalten am Vertrag den sog. Verspätungsschaden. Er kann Ersatz für alle Kosten und Schäden verlangen, die ihm durch die verspätete Lieferung oder Leistung entstanden sind. Dieser Schadenersatzanspruch setzt freilich – wie überhaupt jeder Schadenersatzanspruch im Bereich der Verschuldenshaftung nach ABGB – einen konkreten Schaden voraus. Gerade daran wird es im privaten Bereich oft fehlen, ist doch der „Schaden“, der einem beispielsweise durch Ärger über eine verspätete Leistung entsteht, kein ersatzfähiger Schaden im Rechtssinn.

### Zinsen
Bei Geldschulden können aber in jedem Fall – unabhängig von einem konkreten Schaden – die gesetzlichen Verzugszinsen in Höhe von 4 % pro Jahr oder die vertraglich vereinbarten Verzugszinsen gefordert werden.
Abweichend davon betragen zwischen Unternehmern die Verzugszinsen aus unternehmerischen Geschäften 9,2 Prozentpunkte über dem Basiszinssatz, wenn der Schuldner den Zahlungsverzug verschuldet (§ 456 UGB).
Wenn innerhalb eines Fixgeschäfts ein Fälligkeitszeitpunkt gesetzt und dieser durch den Gläubiger versäumt wurde, ist außerdem zu beachten, dass die Verbindlichkeiten zur Leistung seitens des Schuldners hinfällig sind (§ 919 ABGB), es sei denn, der Gläubiger verlangt innerhalb dieser Frist die Erfüllung.